# 宮木由香
宮木 由香（みやき ゆか）は、フリーアナウンサー。元NHK鳥取放送局契約キャスター。

## 経歴
鳥取県米子市出身。鳥取局にて1年間キャスターを務めた後、2005年に米子支局に異動、6年にわたって米子支局のキャスターを務めた。
2011年4月1日に米子支局を離れる。
米子市観光協会の首都圏観光大使も務めている。

## エピソード
- 米子支局時代の2010年当時、宮木が米子支局からの放送を呼びかけるハガキを投稿したところ、これらがきっかけとなってさだが11月28日放送分（松江からの放送回）でさだの米子支局へのアポなし突撃訪問を受けることとなった[2]。さらにはその間の10月31日放送分（高知からの放送回）で米子鬼太郎空港職員からのハガキが読まれた[3]ことも加わり、ついには、翌年10月23日には米子鬼太郎空港からの『今夜も生でさだまさし』放送が実現。既に米子を離れていた宮木も会場に駆けつけた。

## 出演番組
以下の番組の米子支局コーナーを担当。
- とっとりくらしの情報便
- いちおしNEWSとっとり